# 9040 Flacourtia
9040 Flacourtia è un asteroide della fascia principale. Scoperto nel 1991, presenta un'orbita caratterizzata da un semiasse maggiore pari a 3,0728132 UA e da un'eccentricità di 0,1239533, inclinata di 0,57937° rispetto all'eclittica.